# Berrytown (Delaware)
Berrytown es un área no incorporada ubicada en el condado de Kent en el estado estadounidense de Delaware. Berrytown se encuentra ubicada al oeste de Felton.

## Geografía
Berrytown se encuentra ubicada en las coordenadas 39°00′45″N 75°35′39″O / 39.01250, -75.59417.